# Laurence Cummings
Laurence Cummings (1968) è un clavicembalista, organista e direttore d'orchestra inglese.
Cummings fu educato alla Solihull School, Christ Church, Oxford ed al Royal College of Music. Fra i suoi insegnanti c'è stato Jill Severs.
Cummings è Capo di Historical Performance alla Royal Academy of Music a partire dal 1997; direttore musicale della London Handel Orchestra e del London Handel Festival dal 1999, direttore musicale della Tilford Bach Society, membro fondatore dei London Handel Players, fiduciario dell'Handel House Museum e in fine dal settembre 2011 divenne direttore artistico del Göttingen International Händel Festival.
Ha suonato clavicembalo ed organo continuo con molti dei gruppi più importanti di strumenti d'epoca, compresi Les Arts Florissants, The Sixteen Choir, Gabrieli Consort e l'Orchestra del Secolo dei Lumi. Ha anche diretto all'English National Opera ed a Glyndebourne.
Cummings ha registrato sia come strumentista che come direttore; fra le sue incisioni come direttore può vantare la prima registrazione della cantata "gloria" di Händel, recentemente scoperta nel 2001 con Emma Kirkby solista e la Royal Academy of Music Baroque Orchestra. Ha anche eseguito registrazioni di lavori per clavicembalo di Louis e François Couperin e di Händel.